# Carles de Bèlgica
Carles de Bèlgica, comte de Flandes (Brussel·les, 1903 - Oostende, 1983) fou un aristòcrata belga, príncep de Bèlgica, príncep de Saxònia-Coburg Gotha, duc a Saxònia amb el tractament d'altesa reial que esdevingué comte de Flandes i regent de Bèlgica (1944 - 1950). S'estava a la finca reial de Raversijde que el desembre 1981 va vendre a l'estat belga.
Va néixer a Brussel·les el dia 10 d'octubre de l'any 1903, fill del rei Albert I de Bèlgica i de la duquessa Elisabet de Baviera. Carles era net per via paterna del príncep Felip de Bèlgica i de la princesa Maria de Hohenzollern-Sigmaringen i per via materna del príncep Carles Teodor de Baviera i de la infanta Maria Josepa de Portugal.
Amb l'acabament de la Segona Guerra Mundial el príncep Carles i germà del rei Leopold III de Bèlgica fou nomenat regent de Bèlgica a l'espera d'un referèndum que dictaminés la continuïtat o no de la monarquia. La situació de la monarquia belga no era clara i el país vivia immers en la crisi de la qüestió reial. Si bé tots els països que caigueren al bloc occidental recuperaren la seva forma d'estat de la preguerra a excepció d'Itàlia, aliada d'Alemanya, també és cert que totes les monarquies s'havien manifestat contràries al nacionalsocialisme durant el conflicte, aquest és el cas de Noruega, Dinamarca, Països Baixos, Luxemburg o Grècia.
El cas belga és més complex. El rei Leopold III de Bèlgica decidí no combatre l'avenç de les tropes nacionalsocialistes en permetre l'ocupació de Bèlgica l'any 1940 sense que aquest fet causés cap baixa remarcable a l'exèrcit alemany. La manca de resistència per part de Bèlgica impedí la formació d'un front estabilitzat a l'Europa occident a semblança al de la Primera Guerra Mundial alhora que permeté una ràpida ocupació de França.
A part de la negativa a resistir l'atac nacionalsocialista, Leopold III i la seva família continuaren residint a Bèlgica i ostentant els seus títols durant l'ocupació alemanya, un fet sense precedent en comparació amb l'exili de la resta de monarques europeus durant la contenda. Als últims mesos de guerra, la família reial belga fou empresonada i traslladada a Alemanya on van ser alliberats pels estatunidencs l'any 1945.
Tots aquests fets provocaren a la fi de la Segona Guerra Mundial un estat d'ànim contrari a la monarquia en el si de la societat belga. A part del rol confús o vacil·lant del monarca també es qüestionà seriosament el segon matrimoni del monarca amb Maria Liliana Baels. En l'absència del rei en exili, l'any 1944 a Bèlgica s'hi establí la regència de Carles durant la qual s'hagué de prendre importants decisions polítiques i econòmiques. Durant aquest període de sis anys que arribà fins al 1950, Bèlgica realitzà un salt endavant gràcies a l'ajuda estatunidenca dispensada a través del Pla Marshall.
S'estimulà fortament l'economia a través de cert intervencionisme social que permeté la construcció de l'estat del benestar belga gràcies als pactes entre la patronal, els sindicats i l'Estat. A més a més, s'estimulà el sector de la construcció a través de la garantia de reparació de tots els edificis danyats durant la guerra i de la construcció d'habitatge social. El Govern també portà a terme el sanejament del sector financer a través de l'Operació Gutt que permeté eliminar aquells beneficis realitzats durant la Guerra.
Durant la regència es creà la regió del Benelux, format pels Països Baixos, Luxemburg i la pròpia Bèlgica, que establia una regió d'interessos comuns entre els tres països. La regència atorgà el vot a les dones a les eleccions parlamentàries de 1948. Durant aquest període, Bèlgica participà en la fundació de les Nacions Unides i de l'OTAN.
L'any 1950 se celebrà el plesbicit pel qual es retornà Bèlgica a la monarquia i es permetia el retorn del rei Leopold III de Bèlgica al país. Des d'aques moment, el comte de Flandes visqué retirat de la vida pública, centrat en la seva faceta artísitca com a pintor firmant amb el pseudònim de Karel van Vlaanderen. Aquesta vena artística heretada de la seva mare i de la família Wittelshbach també s'expressà fortament en la seva germana, la princesa Maria Josep de Bèlgica que esdevingué una virtuosa del piano.
El 14 de setembre de l'any 1977 es casà a París amb Jacquiline Peyrebrune. El matrimoni no tingué fills. Ara bé, el matrimoni celebrat a França únicament es produí pel ritu religiós la qual cosa, segons les lleis franceses, no és vàlid en tant que ha d'anar precedit d'un matrimoni civil.